# 伊勢崎市野球場
伊勢崎市野球場（いせさきしやきゅうじょう）は、群馬県伊勢崎市の華蔵寺公園内にある野球場。鈴木惣太郎の日本野球発展に尽くした功績を称え、鈴木惣太郎記念球場と命名されている。一方、2022年10月からは命名権契約により、「セブンナッツスタジアム」の愛称（命名権者は株式会社Hand）が、2025年9月までの3年間使用される。
2008年よりベースボール・チャレンジ・リーグに加入した群馬ダイヤモンドペガサスが主催試合を開催している。2008年と2009年にはポストシーズンゲーム（地区チャンピオンシップ・リーグチャンピオンシップ）も開催されたが、2010年以降はポストシーズンでの使用実績はない。

## 施設概要
- 面積:17,323m2
- 内野:クレー舗装 外野:芝
- 両翼:98m 中堅:122m
- 収容人員:10,000人（内野スタンド：3,200人 外野芝生：6,800人）
- 照明:6基
- スコアボード:LEDフルカラー
- 駐車場:あり（無料、約500台）[1][3]

## 利用期間
午前9時 - 午後9時30分まで使えるが、毎月の第1・第3火曜日、12月上旬から翌年3月下旬までの冬季休場期間は休場している。

## アクセス
- 両毛線・東武伊勢崎線伊勢崎駅から伊勢崎市コミュニティバス総合運動場南停留所または華蔵寺公園東停留所下車。
- 北関東自動車道伊勢崎インターチェンジから約10分、波志江スマートインターチェンジから約5分[8]。